# Tratatul de la Sugauli
Tratatul de la Sugauli (denumit și Sugowlee, Sagauli și Segqulee), tratatul care a stabilit linia de delimitare a Nepalului, a fost semnat la 2 decembrie 1815 și ratificat până la 4 martie 1816 între Compania Indiilor de Est și regele Nepalului în urma războiului anglo-nepalez din 1814-1816.

## Context
Teritoriile aflate sub control nepalez includeau Darjeeling la sud-est, întregul Sikkim la est, Nainital la sud-vest și regatele Kumaon și Garhwal la vest.

## Termeni
Istoricul John Whelpton a scris:
„Negocierile pentru un acord general au dus la apariția unui proiect care a fost parafat la Sagauli în Bihar în decembrie 1815 și a impus Nepalului să renunțe la toate teritoriile la vest și la est de granițele sale actuale, să predea întregul Tarai și să accepte un reprezentant britanic permanent (sau „rezident”) în Kathmandu. Guvernul nepalez inițial a respins acești termeni, dar a acceptat să ratifice tratatul în martie 1816, după ce Ochterloney a ocupat Valea Makwanpur aflată la doar 30 de mile de capitală.
”

## Dispute în derulare
Pe lângă disputa de la frontiera indo-nepaleză, cele mai semnificative sunt în regiunile Susta și Kalapani. Cele două regiuni acoperă aproximativ 40 de km de graniță cu India. În regiunea Susta, 14.500 de hectare de teren sunt, în general, dominate de partea indiană, cu sprijinul forțelor Seema Shashatra Bal (SSB).